# Evelin Ramón
Evelin Ramón   (Santiago de Cuba, segle XX) és una destacada compositora i cantant cubana.

## Formació
Evelin Ramón va estudiar piano, direcció de cor i cant en el Conservatori de Música de Santiago de Cuba, Cuba; i posteriorment va estudiar composició musical en la Universitat de les Arts de l'Havana, sota la supervisió dels compositors Juan Piñera i Louis Franz Aguirre.
Ramón va obtenir un Mestratge en Composició de la Universitat de Mont-real, sota la tutela de la compositora Ana Sokolovic. En el 2012, li va ser atorgada una residència per a l'estudi de la composició musical en la Facultat de Música de la Universitat de Mont-real; la qual li va permetre col·laborar en el projecte “Danser la musique d’aujourd’hui” (Ballar la música actual) en col·laboració amb L’École de Danse Contemporaine de Montréal, per a la qual va compondre la peça Souffles per a veu femenina, mitjans electroacústics i vint-i-un ballarins.
Ramón ha participat en programes de perfeccionament professional com la VII Trobada de compositors "Injuve" a Espanya (2002), i en els "Rencontres de Musique Nouvelle au Domaine Forget" (2012). Ella també ha participat en cursos i seminaris d'anàlisis, orquestració i composició oferts per importants compositors com: Stefano Bracci, Maurici Sotelo, Beat Furrer, Philippe Leroux, John Rea, Denys Bouliane, Lasse Thoresen i Hugues Leclair. Actualment continua els seus estudis de doctorat en composició en la mateixa Universitat de Mont-real amb el compositor Pierre Michaud.

## Activitat professional
La música de Evelin Ramón ha estat presentada al Canadà, Espanya, Alemanya, Veneçuela, França, Mèxic, Dinamarca, Groenlàndia, els Estats Units, Xile i Cuba, interpretada per reconeguts assemblis i músics professionals com "Els Percussions de Strasbourg", Le Nouvel Ensemble Moderne (NEM), Sixtrum, el Ensemble Transmission, Continuum Contemporary Music sota la direcció de Jean-François Rivest, Els Grands Vents de Montréal, i l'Orquestra Simfònica de la Universitat de Mont-real dirigida per David Martin. El seu treball actual aborda la interpretació, la composició, la improvisació i l'ensenyament.
Evelin Ramón és actualment membre del Consell Nacional de la Lliga Canadenca de compositors (CLC) i una de les presentadores del programa radial "Prémer", en CISM 89.3, Montréal, el Canadà, dedicat íntegrament a la música contemporània.
El seu recent disc “Cendres” per a veu i mitjans electroacústics va ser donat a conèixer el 24 de novembre de 2017, en el marc d'un concert organitzat per New Music Edmonton, a Alberta, CA.

## Premis i reconeixements
Evelin Ramón ha rebut nombrosos premis i reconeixements a la seva labor professional, com els següents: El Primer Premi de Composició Musical dins del marc del Festival de Música de la Universitat de les Arts (Havana, Cuba). El Primer Premi del Concurs de Composició de l'Havana així com els premis de composició de l'Orquestra de la Universitat de Mont-real (2010) i el concurs Serge-Garant (2011).
En el 2014, Evelin Ramón va ser seleccionada per a participar en el projecte Génération 2014, juntament amb altres tres joves compositors canadencs. Aquest premi li va permetre compondre una obra que va ser estrenada pel Ensemble contemporain de Montréal (ECM+), sota la direcció de Véronique Lacroix. En el 2017, ella va ser seleccionada per a participar en el projecte PIVOT, organitzat per la Lliga de Compositors Canadencs en conjunció amb el Canadian Music Centre (CMC) i el Continuum Contemporary Music.